# Ásgeir Trausti
Ásgeir Trausti Einarsson (Laugarbakki, 1º luglio 1992) è un cantautore islandese, il cui genere musicale è descritto come folk melodico.
Nelle pubblicazioni islandesi, ha usato il nome "Ásgeir Trausti", ma più recentemente nel 2013 con il lancio come artista internazionale ha iniziato a usare come pseudonimo semplicemente "Ásgeir". Si esibisce con il proprio gruppo, Ásgeir Trausti Band. È inoltre il chitarrista del gruppo islandese The Lovely Lion.
L'album di debutto di Ásgeir è Dýrð í dauðaþögn pubblicato nel 2012, il cui singolo di lancio, Sumargestur, è arrivato in seconda posizione nella Tónlist, una classifica islandese dei singoli non ufficiale ma ampiamente citata, seguito dal singolo Leyndarmál (sei settimane al numero 1 della Tónlist) e dalla traccia che dà il nome all'album, Dýrð í dauðaþögn (tre settimane al numero 1 della Tónlist).
Il brano Hvítir skór, una sua collaborazione con Blaz Roca, ha avuto successo nel periodo natalizio. Il singolo è rimasto in vetta alla classifica islandese per 9 settimane consecutive da dicembre 2012 fino alla fine di gennaio 2013.
Il 27 gennaio 2014 è uscita la versione in lingua inglese dell'album Dýrð í dauðaþögn, con il titolo In the Silence, che era però già stata distribuita online su iTunes il 28 ottobre 2013. Il cantante statunitense John Grant ha collaborato alla traduzione dei testi e alla produzione dell'album in lingua inglese. Sulla base delle vendite online, l'album è già entrato in classifica in Belgio e nei Paesi Bassi.
Il 13 agosto 2013, Ásgeir ha pubblicato il videoclip di King and Cross, il singolo di debutto del nuovo album. Il singolo successivo Going Home è entrato in classifica in Francia. La pubblicazione seguente, in coincidenza con l'uscita dell'album, è stata Torrent, la versione in inglese di Nýfallið regn.

## Discografia

### Album in studio
- 2012 – Dýrð í dauðaþögn
- 2014 – In the Silence
- 2017 – Afterglow
- 2020 – Bury the Moon

### Album dal vivo
- 2013 – The Toe Reg Sessions

### Singoli (in Islanda)
- 2012 – Sumargestur
- 2012 – Leyndarmál
- 2012 – Dýrð í dauðaþögn
- 2013 – Nýfallið regn
- 2013 – Hærra
- 2013 – Heimförin

### Singoli (internazionali)
- 2013 – King and Cross
- 2013 – Going Home
- 2013 – Torrent

## Riconoscimenti
- 2012 - Íslensku tónlistarverðlaunin[7][8]:
  - "Album dell'anno"
  - "Miglior rivelazione (Pop, rock & blues)"
  - "Public Choice Award"
  - "Icelandicmusic.com's Online Achievement Award"
- 2012 - Kraumur Awards[9]
- 2014 - European Border Breakers Awards[10]